# 永明寺古墳
永明寺古墳（ようめいじこふん）は、埼玉県羽生市の村君古墳群内にある前方後円墳である。埼玉県指定史跡に指定されている。

## 概要
- 全長78m
- 後円部径42m・高さ7m
- 前方部幅36m・高さ7m

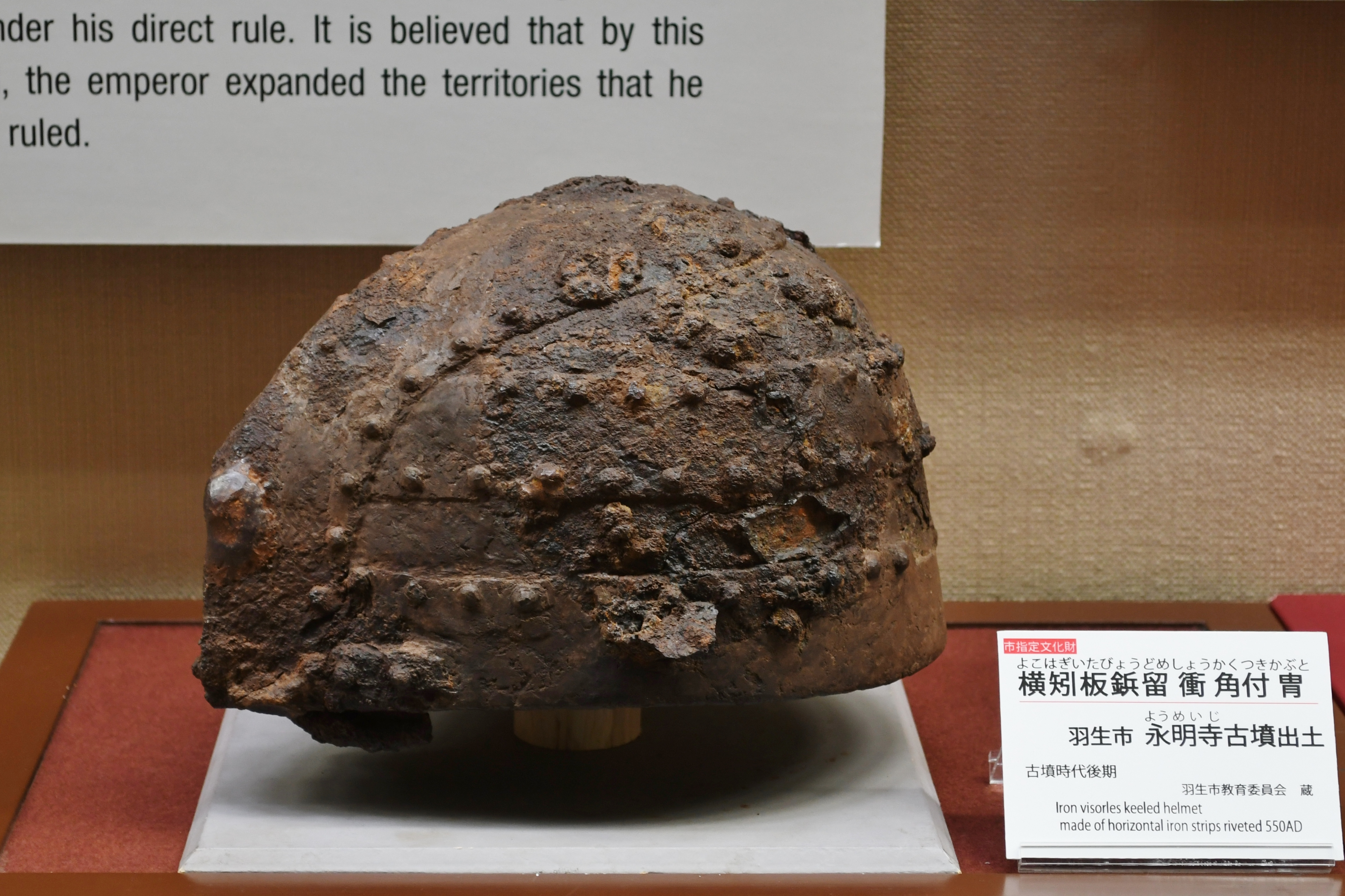
横矧板鋲留衝角付冑埼玉県立歴史と民俗の博物館展示。

埼玉県下で10番目の大きさの前方後円墳。真言宗豊山派・永明寺の境内にあり、前方部に文殊堂、後円部に薬師堂が祀られている。1931年（昭和6年）に薬師堂の床下を発掘調査、緑泥片岩等を用いた石室から衝角付冑、挂甲小札、直刀片、鏃、金製耳環などが出土した。これらの副葬品は2011年（平成23年）3月18日付けで羽生市有形文化財（考古資料）に指定された。埼玉県立歴史と民俗の博物館に一部が展示されている。6世紀初頭の築造と考えられている。
1961年（昭和36年）11月6日に羽生市指定史跡に指定された。
1976年（昭和51年）10月1日には埼玉県選定重要遺跡に選定された。
2003年（平成15年）3月27日に埼玉県指定史跡となる。